# Geoffrey Fisher
Geoffrey Francis Fisher, född 5 maj 1887 i Higham on the Hill, Leicestershire, död 15 september 1972, var en brittisk teolog och biskop.
Geoffrey Fisher blev rektor för Repton School 1914, biskop av Chester 1932, biskop av London 1939 och ärkebiskop av Canterbury 1945 till 1961. 1953 krönte han Elizabeth II. Fisher var starkt socialt intresserad och uträttade ett omfattande arbete för reorganiserandet av det kyrkliga arbetet i London under andra världskriget. Fisher arbetade även med ekumeniska frågor och verkade för ett samgående mellan de olika kyrkosamfunden i Storbritannien.